# Fernand Charron
Fernand Charron (30. května 1886 – 13. srpna 1928) byl francouzský automobilový závodník. Byl jedním z prvních známých závodníků. Svou kariéru začal jako úspěšný cyklista – tovární jezdec výrobce kol Albert-Clément.
V letech 1897 až 1903 se účastnil 18 automobilových závodů z nichž ve 4 zvítězil (Marseille-Nice a Paříž-Amsterdam-Paříž v roce 1898, Paříž-Bordeaux 1899 a Pohár Gordona Bennetta 1900). Většinou jezdil s vozy Panhard & Levassor.
Známou se stala jeho nehoda z Bennettova poháru, kdy jeho vůz porazil bernardýna, který zůstal zaklíněn mezi pravé kolo a zavěšení a došlo i k poškození řízení. Charron přesto závod vyhrál, o osudu bernardýna není nic známo. Se závoděním přestal po neúspěšné sezoně 1903.
V roce 1901 založil s týmovými kolegy Léonce Girardotem a Carlem Voigtem firmu C.G.V., jejich nový vůz se však neosvědčil. V roce 1906 odešel z firmy Girardot. Společnost Automobiles Charron byla prodána britským investorům a změnila se na Charron Limited. Charron zůstal až do roku 1912 a poté odešel k firmě Alda, malému výrobci sportovních vozů, která patřila jeho tchánovi.